# Приморское (Восточно-Казахстанская область)
Приморское (каз. Приморское) — село в Улькен Нарынском районе Восточно-Казахстанской области Казахстана. Входит в состав Новохайрузовского сельского округа. Код КАТО — 635455400.

## Географическое положение
Село Приморское находится на правом берегу Бухтарминского водохранилища, примерно в 10-ти км к западу от села Улькен Нарын.

## Население
В 1999 году население села составляло 333 человека (158 мужчин и 175 женщин). По данным переписи 2009 года, в селе проживало 199 человек (89 мужчин и 110 женщин).